# Southwest Marion Township
Southwest Marion Township est un ancien township, situé dans le comté de Polk, dans le Missouri, aux États-Unis,.